# 煤液化
煤液化被用来从煤生产液体合成燃料、甲烷和石油化工产品。最常见的产物是煤制油（"Coal to Liquid Fuels", CTL）。

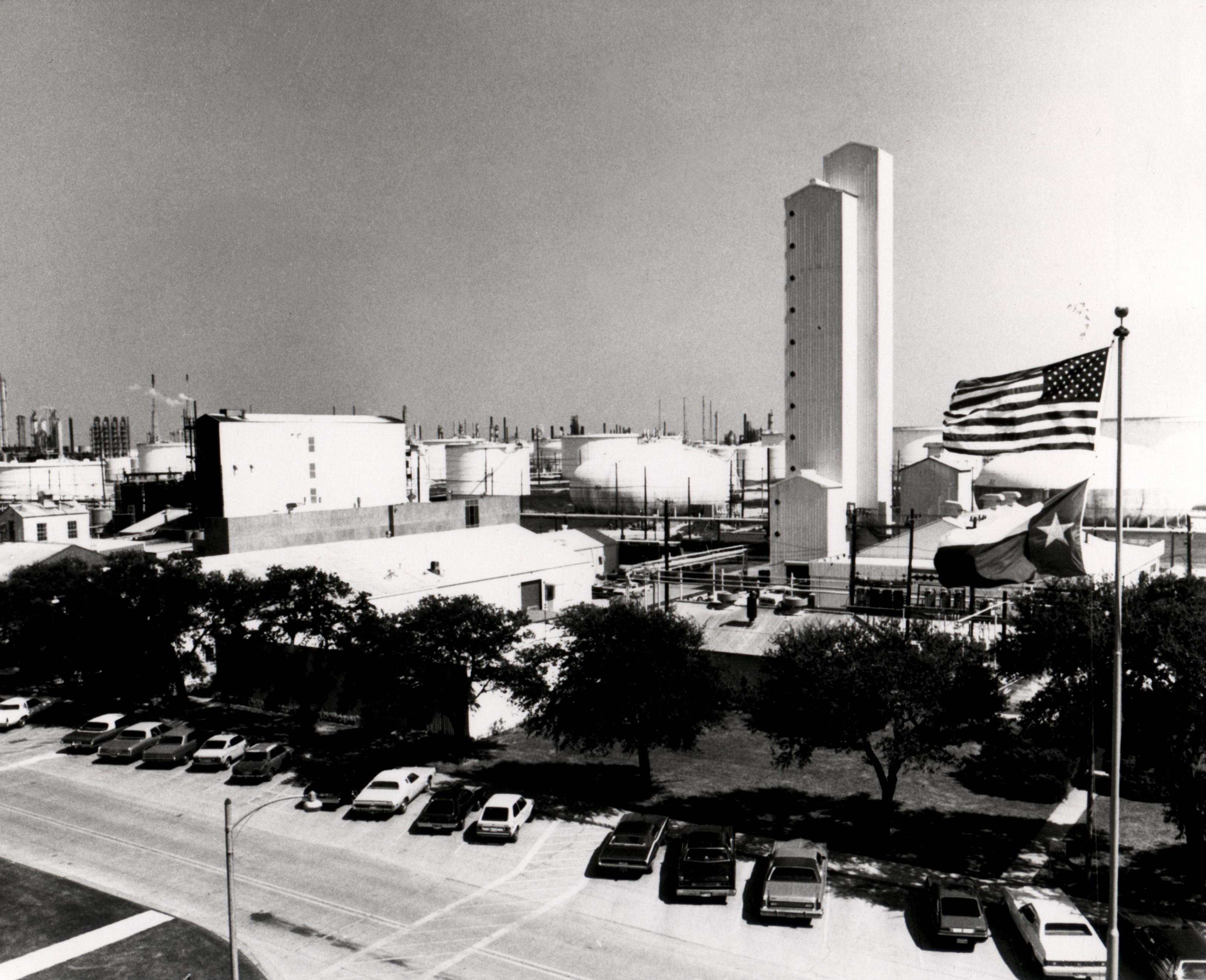
1979年美國德州的艾克森所屬液化煤工廠

## 方法
煤液化分为直接液化和间接液化两种。直接液化意味着碳化和氢化。

### 直接液化
热解和碳化过程
所谓热解和碳化过程，就是将煤隔绝空气加热，生成焦碳、煤气和煤焦油。将煤焦油脱硫后加氢，生成液体燃料。但是这种方法生成的液体燃料不经过深加工很难应用到内燃机上，所以实用性不大。
氢化过程
用氢化过程将煤液化是德国在20世纪20年代发明的，将煤粉和重油混合，在催化剂的作用下，在400°C至5000°C温度和20到70兆帕的条件下反应：
n C + (n + 1) H2 → CnH2 n + 2
在第二次世界大战期间，德国由于缺乏燃油，广泛应用这种方法生产燃油和润滑油，直到20世纪80年代。现代由于寻多种新型催化剂的应用，这种方法越来越成熟，被许多国家采纳。

### 间接液化
间接液化是先把煤进行氣化，生成水煤氣，再合成乙烷、乙醇等燃料，也可以进一步合成燃油。合成催化剂主要由Co、Fe、Ni、Ru等周期表第VIII族金属制成。
中东大油田的发现使1960年代起间接液化技术的开发和应用陷入低潮，南非因其推行的种族隔离政策而遭到各国的石油禁运，所以自力更生，由於其煤炭質量較差無法直接液化，所以發展間接方法，經過30多年組合各國技術才成功第一次將间接液化法大型工業化，打破了石油禁运並剛好因為不依賴石油而渡過石油危機。目前此套技術被多數國際能源公司採用，但本工藝需要的10萬噸級空氣分離壓縮機的製造技術掌握在2家德國公司手上。
此技術最大優勢在於不一定需要優質煤也能進行，在多煤但少其他能源的中國被廣泛採用，為了擺脫長期高價從德國進口機組的開銷，国家能源局主導國產化10萬噸級空分機專案，2017年獲得成功由沈阳鼓风机集团成功國產化。

## 排放二氧化碳
在煤的液化过程中，会排放部分二氧化碳，增加温室气体的量，但回收控制这部分二氧化碳，要比回收控制燃煤过程中产生的二氧化碳容易。多个煤液化工厂已经将回收过程加入到生产流程中。